# Ojo de Agüita
Ojo de Agüita är en ort i Mexiko.   Den ligger i kommunen Mazapa de Madero och delstaten Chiapas, i den sydöstra delen av landet, 900 km sydost om huvudstaden Mexico City. Ojo de Agüita ligger 2 584 meter över havet och antalet invånare är 148.
Terrängen runt Ojo de Agüita är bergig österut, men västerut är den kuperad. Ojo de Agüita ligger uppe på en höjd. Runt Ojo de Agüita är det ganska tätbefolkat, med 179 invånare per kvadratkilometer. Närmaste större samhälle är Motozintla de Mendoza, 11,9 km sydväst om Ojo de Agüita. I omgivningarna runt Ojo de Agüita växer huvudsakligen savannskog.